# Большой (льодовий палац)
Льодовий палац «Большой» — хокейна арена на 12 тис. глядачів, що розташована у районі Адлер міста Сочі. Палац приймав змагання з хокею зимових Олімпійських ігор 2014.

## Галерея

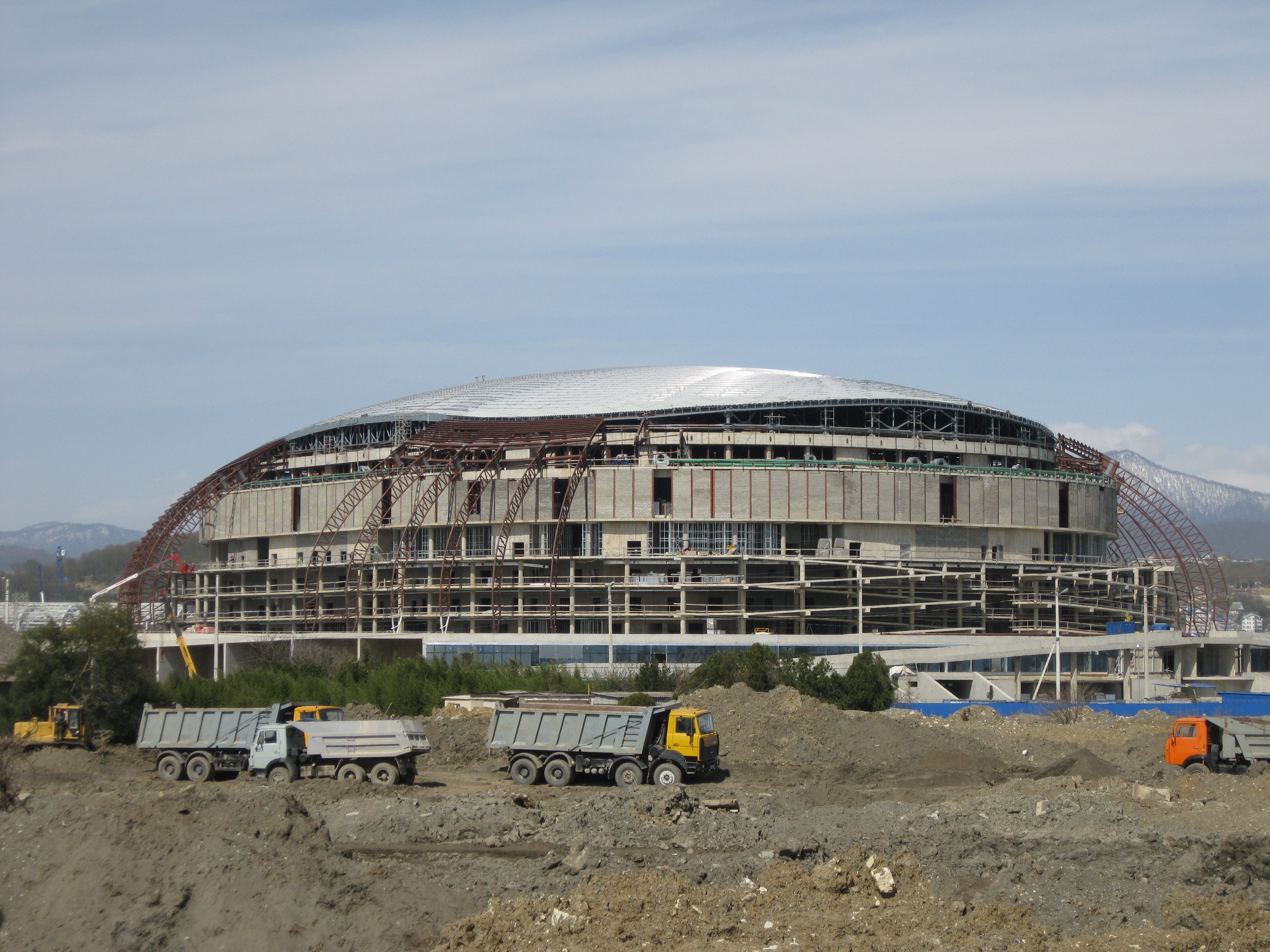
Льодовий палац «Большой» у квітні 2011 року
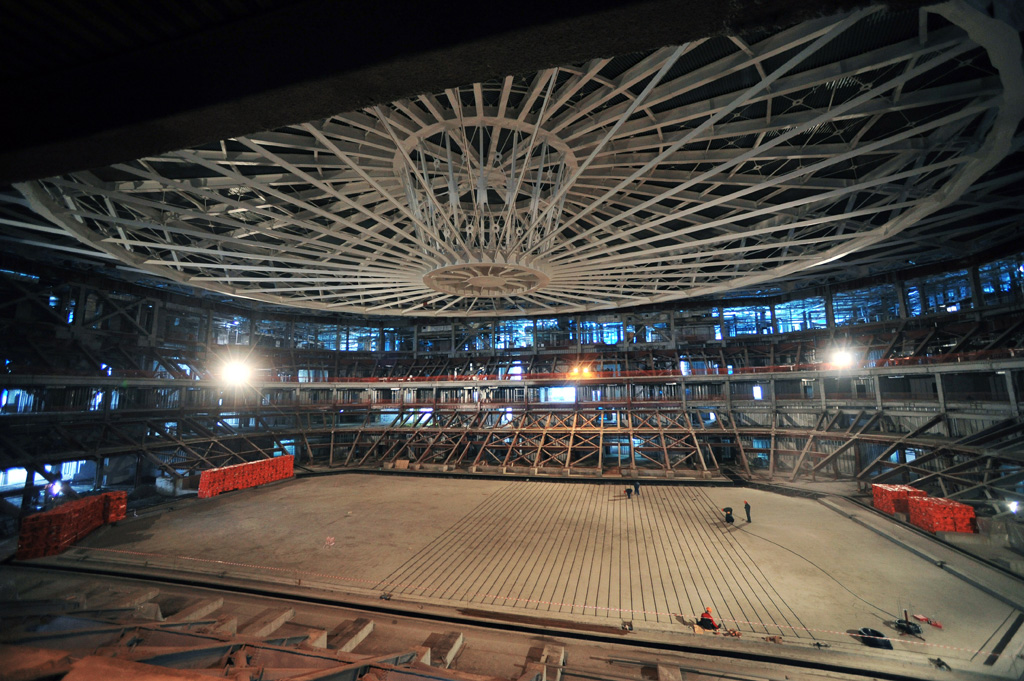
Роботи з будівництва арени (травень 2012)
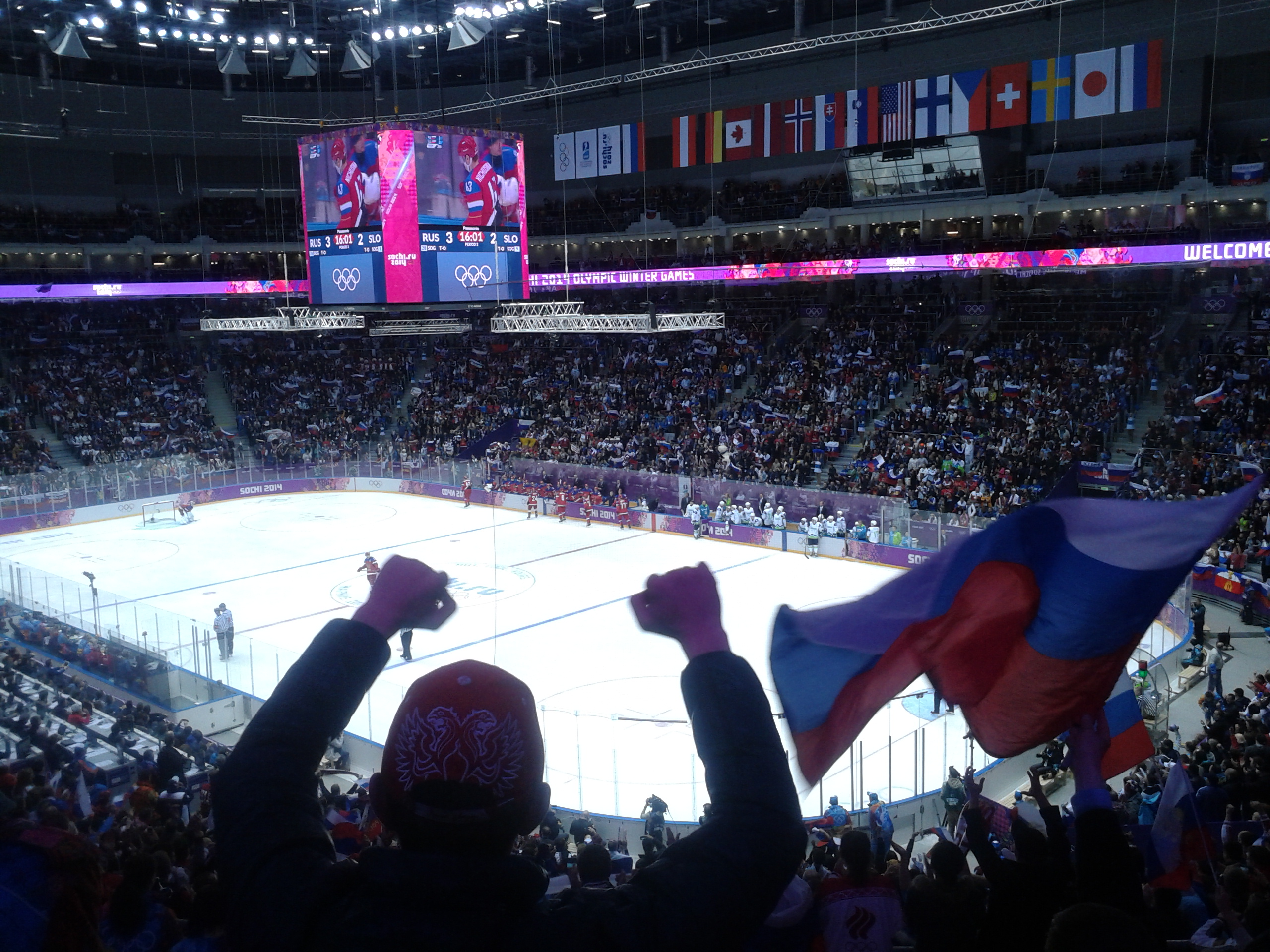
Матч між збірними Росії та Словенії на Олімпійському турнірі